# Martin Gerlach senior

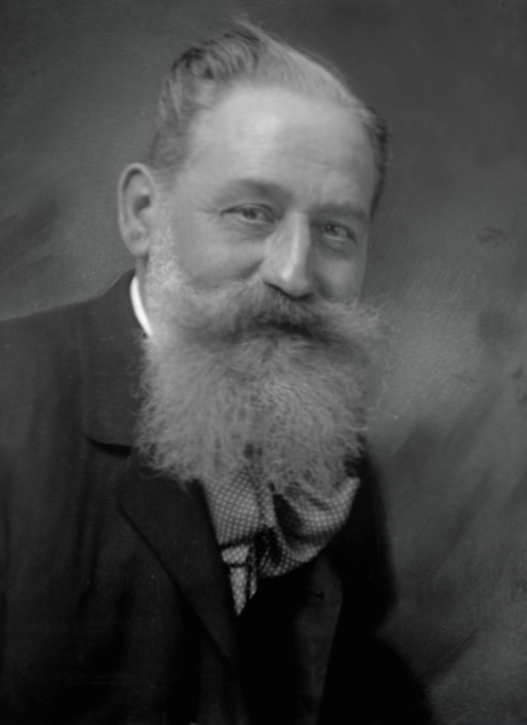
Martin Gerlach sen. (1905)

Martin Gerlach senior (Martin Peter Gerlach * 13. März 1846 in Hanau; † 9. April 1918 in Wien) war ein deutsch-österreichischer Ziseleur und Graveur, Fotograf und Verlagsgründer.

## Leben
Martin Gerlach, Sohn von Georg und Katharina, geborene Schwarz, lernte zunächst an der königlichen Zeichenakademie in Hanau das Handwerk des Ziseleurs und Graveurs. 1868 übersiedelte er nach Berlin und eröffnete gemeinsam mit A. Schwarz ein Gold- und Juweliergeschäft. Obwohl er zeitweise bis zu 50 Mitarbeiter beschäftigte, musste das Geschäft jedoch 1870 liquidiert werden.
In Berlin beschäftigte er sich zunehmend mit der Fotografie, zeichnete teilweise nach Fotografien und publizierte über die Gold- und Juwelenindustrie. 1872 gründete er die Verlagsbuchhandlung Martin Gerlach, deren Schwerpunkt die Veröffentlichung seines fotografischen Werks aus den Bereichen Architektur, Ornamentik und Pflanzenstudien bildete. In seinem Verlag erschien auch die kunstgewerbliche Zeitschrift Die Perle. Seine Fotografien wurden auch von vielen anderen deutschen Illustrierten abgedruckt.
1874 übersiedelte Gerlach nach Wien und verlegte auch den Firmensitz seines Verlages dorthin. Durch seine Zusammenarbeit mit Ferdinand Schenk firmierte der Verlag nunmehr unter Martin G. & Co, ab 1882 dann unter Gerlach & Schenk. Martin Gerlach setzte seine Tätigkeit als Fotograf fort und interessierte sich besonders für volkskundliche Motive, für die er die Länder der Monarchie bereiste.
Dank der hervorragenden technischen Ausstattung der Bücher wurde der Verlag bald im In- und Ausland bekannt. Als Schenk 1901 seinen eigenen Verlag gründete und aus der Firma ausschied, wurde Albert Wiedling (1859–1923), der bereits seit 1882 ein Mitarbeiter Gerlachs und ab 1895 Prokurist des Verlags war, Teilhaber der Firma, die ab 1904 in Gerlach & Wiedling umbenannt wurde.
Martin Gerlach, den der Kunstschriftsteller Joseph August Lux als einen „Führer der Moderne“ bezeichnete, entdeckte zahlreiche Talente und konnte bekannte Künstler für eine Zusammenarbeit mit seinem Verlag gewinnen, wie etwa Anton Seder, Carl Otto Czeschka, die Brüder Ernst und Gustav Klimt, Heinrich Lefler oder Ferdinand Schmutzer. Nach 1901 wurde das Verlagsprogramm erweitert. Einerseits wurde die durch ihre Jugendstilillustrationen bekannte 34-bändige Kinderbuchreihe Gerlachs Jugendbücherei verlegt, andererseits wurden als Kommissionsverlag der Gemeinde Wien zahlreiche Publikationen zu Wiener Themen veröffentlicht, darunter die Sammlung Wiener Lieder und Tänze von Eduard Kremser oder eine große Franz-Grillparzer-Ausgabe.
Martin Gerlach senior war in erster Ehe 1869 mit Laura Eßbach, in zweiter Ehe 1874 mit Maria Meinel verheiratet. Sein Grab ist auf dem Friedhof Döbling (Grablage 35-25-10). Sein Sohn Martin Gerlach junior (1879–1944) führte den Verlag mit Albert Wiedling in der übernommenen Tradition weiter, perfektionierte sein Werk und übergab es seinerseits seinem Sohn Kurt Gerlach (1919–2003).

## Eigene Publikationen

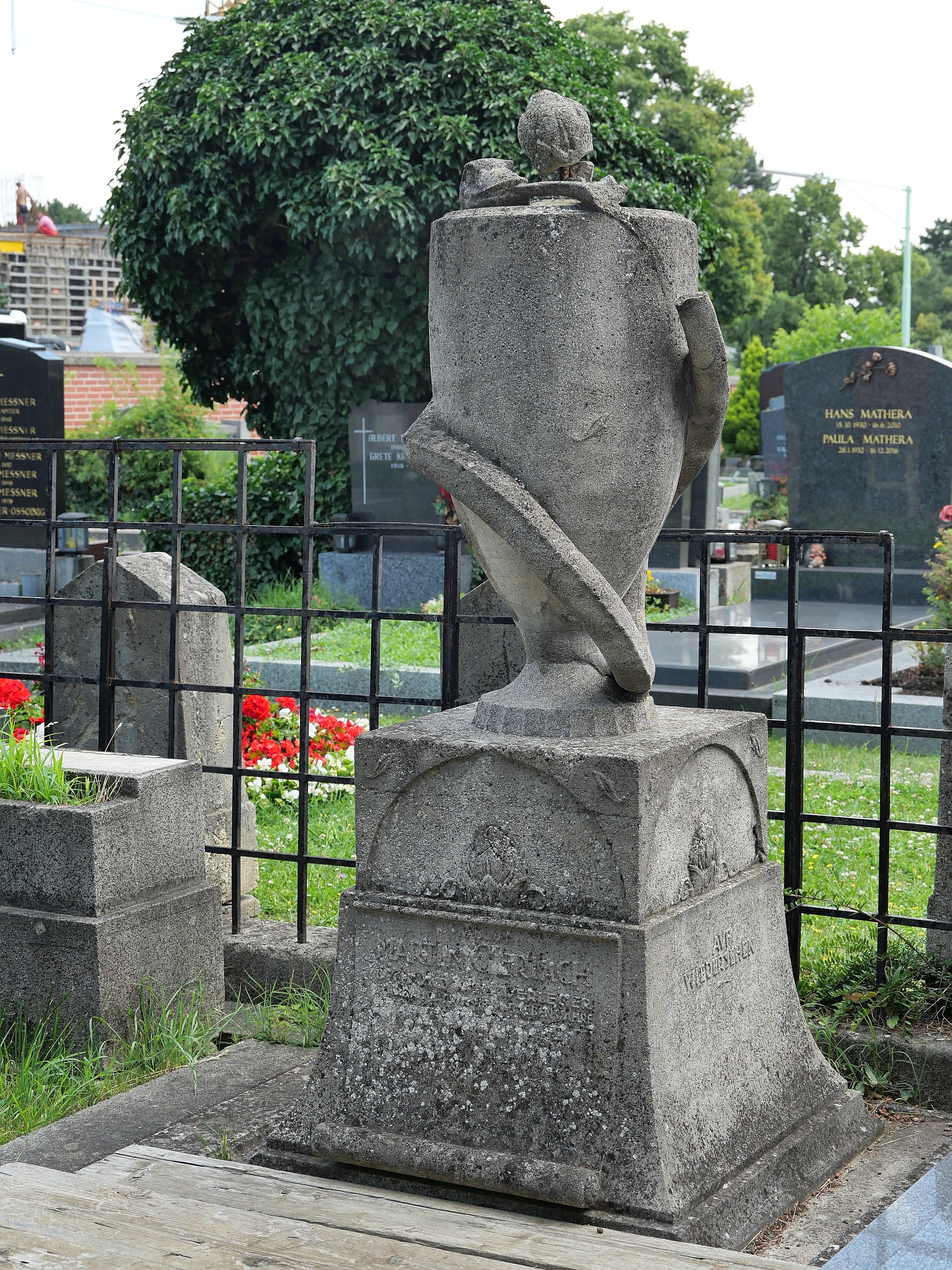
Gerlachs Grab auf dem Döblinger Friedhof

- Kronen-Atlas. Originalgetreue Abbildungen sämmtlicher Kronen der Erde. Wien 1877.
- Das Gewerbe-Monogramm. Wien 1877.
- Allegorien und Embleme. Originalentwürfe von den hervorragendsten modernen Künstlern, sowie Nachbildungen alter Zunftzeichen und moderne Entwürfe von Zunftwappen im Charakter der Renaissance. Erläuternder Text von Albert Ilg. Wien 1882. Gerlach & Schenk Verlag für Kunst und Gewerbe, 1882, mit 176 Tafelseiten mit Abbildungen, 39,0 × 31,5 cm. Einband mit Deckelbild nach Franz v. Stuck. Band 1: Allegorien, Band 2: Embleme.
- Die Pflanze in Kunst und Gewerbe. Wien 1886.
- Karten und Vignetten. Entwürfe und Compositions-Motive für Weinkarten, Menus, Hochzeitsblätter, Glückwunschkarten, Programme und Einladungen zu Musik-, Gesangs- oder Ballfesten, zur Jagd etc.; Festkarten für den Eis-, Wettrenn-, Velociped-, Turn-, Kegel- und sonstigen Sport nebst einem Cyclus humoristischer Vignetten nach Federzeichnungen von F. Stuck. Wien 1890.
- Blumen und Pflanzen zur Verwendung für kunstgewerbliche Dekorationsmotive und den Zeichenunterricht. Wien 1892.
- Todtenschilder und Grabsteine. Wien 1896.
- Die Bronceepitaphien der Friedhoefe zu Nürnberg. Mit textlichen Erläuterungen von Hans Boesch. Wien 1896.
- „Radlerei!“ Humoristisches Buch des Wiener Radfahr-Club „Künstlerhaus“. Wien 1897. Das Buch erschien in zwei Versionen - mit 42 Kunsttafeln und mit 40 Tafeln,
- Wald-, Baum- und Vordergrund-Studien. 80 Lichtdrucktafeln nach photographischen Naturaufnahmen von Martin Gerlach. Wien um 1900.
- Baumstudien. Photographische Natur-Aufnahmen, 50 Blatt Lichtdrucke. Wien um 1900.
- Ornamente alter Schmiedeeisen. Vorwort von Josef Dernjač. Wien 1900.
- Nürnbergs Erker, Giebel und Höfe. Mit einem Vorwort von Julius Deininger. 2., verb. u. verm. Aufl. Wien um 1900.
- Festons und dekorative Gruppen nebst einem Zieralphabete aus Pflanzen und Tieren, Jagd-, Touristen- und anderen Geräten. Wien um 1900.
- Allegorien. Neue Folge. 120 Blätter. Originalentwürfe von namhaften modernen Künstlern mit erläuterndem Text. Wien um 1900.
- Die Quelle – Flächenschmuck von Koloman Moser. Hrsg. von Martin Gerlach. 30 Blätter für eine Mappe, 1901.
- Die Quelle – Allerlei Gedanken in Vignettenform von C. O. Czeschka. Hrsg. von Martin Gerlach. 30 Blätter für eine Mappe, 1902.
- Formenwelt aus dem Naturreiche. Photographische Naturaufnahmen, mikroskopische Vergrösserungen von Martin Gerlach und Hugo Hinterberger. Wien um 1905.
- Wien. Eine Auswahl von Stadtbildern. Vienne instantanée. Vienna through a camera. Hrsg. von der k. K. Reichshaupt- u. Residenzstadt Wien. Redigiert von Karl Mayreder. Naturaufnahmen von Martin Gerlach. 3. Auflage. Wien 1905
- Ansichten von alten heimatlichen Bauformen, Land- und Bauernhäusern, Höfen, Gärten, Wohnräumen, Hausrat etc. Photographisch aufgenommen von Martin Gerlach. Vorwort von Joseph August Lux. Wien 1911.
- Die Wachau in Wort und Bild. Photographisch aufgenommen und hrsg. von Martin Gerlach. Text von Josef Wichner. Einleitungsgedicht von Hermann Hango. Wien 1912.

Im Rahmen der Zeitschrift Die Quelle erschienen zu Gerlachs Lebzeiten:
- Max Benirschke: Buchschmuck und Flächenmuster. Band 1. 1900.
- Koloman Moser: Flächenschmuck. 1901.
- Carl Otto Czeschka: Allerlei Gedanken in Vignettenform, 1902
- Das Thierleben in Schönbrunn. Band 4. 1904.
- Formenwelt aus dem Naturreiche. Band 5. 1905.
- Ansichten von alten heimatlichen Bauformen, Land- und Bauernhäusern, Höfen, Gärten, Wohnräumen, Hausrat etc. Band 6. 1904. 2., verm. u. verb. Aufl. 1911.
- Völkerschmuck. Band 7. 1906.
- Alt-Nürnbergs Profanarchitektur. Band 8. 1906.
- Wald-, Baum- und Vordergrund-Studien. Band 9. 1900.
- Unterfranken. Band 10. 1907.
- Alte Grabmalkunst. Band 11. 1910.
- Österreich-Ungarn. Band 12. 1904. 2. Aufl. 1911.
- Das alte Buch und seine Ausstattung vom XV. bis zum XIX. Jahrhundert. Band 13. 1918.

## Allegorien. Neue Folge

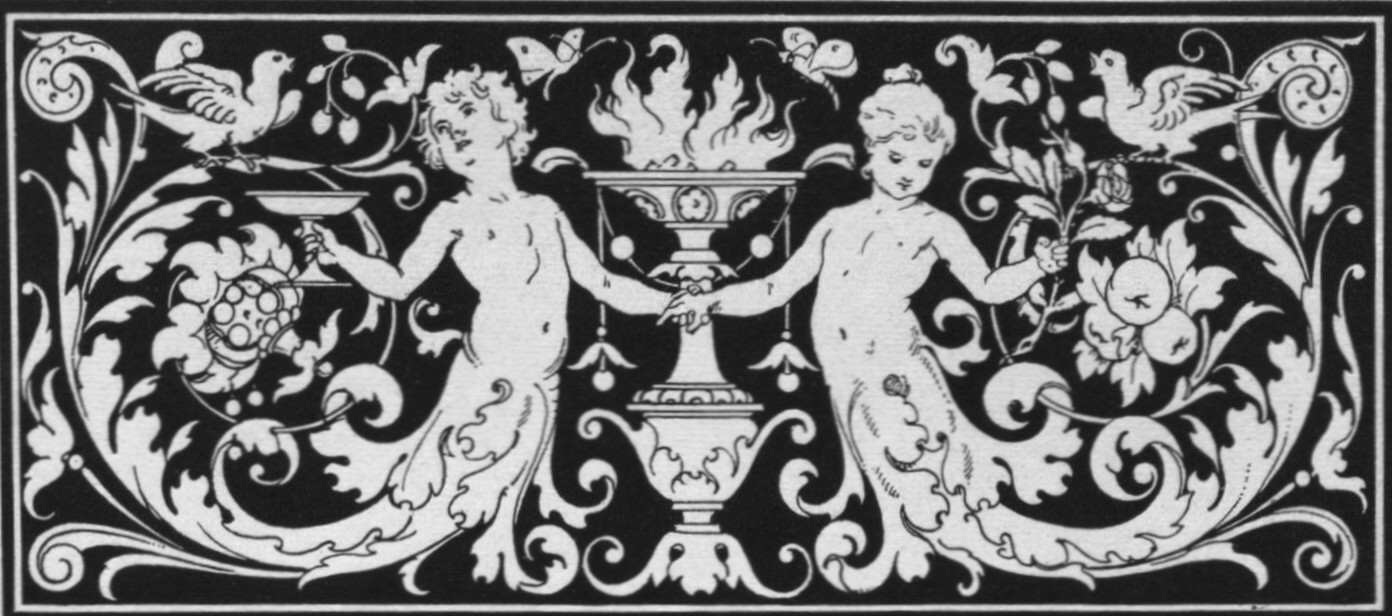
Martin Gerlach: Allegorie des Lebens

Als Fortsetzung der vom Historismus geprägten zwei Bände der „Allegorien und Embleme“ von 1882 brachte Martin Gerlach in der Zeit von 1896 bis 1900 die „Allegorien Neue Folge“ in wiederum hervorragender Qualität heraus. 

Er schrieb dazu: „Ich wählte zunächst das Lust und Leben atmende Thema ‚Wein, Liebe, Gesang, Musik und Tanz‘, an welches sich später das figural unerschöpfliche Gebiet der Künste und Wissenschaften und der frohe Reigen der Jahreszeiten mit dem heiteren Treiben des Sports anschließen sollen. Deutsche und österreichische Künstler erfassten in ihrer Eigenart mein Bestreben und belebten  die alten Begriffe durch gedankenvolle Kompositionen, durch junge, weltfrohe Gestalten mit reichem modern stilistischem Beiwerk.“
In dem Mappenwerk mit 120 Blättern arbeiteten u. a. Alfred Cossmann, Carl Otto Czeschka, Josef Engelhart, Gottlieb Theodor von Hartenkampf-Kempf, Gustav Klimt, Heinrich Lefler, Berthold Löffler und Koloman Moser.

Die Original-Vorlagen wurden anlässlich der Ausstellung in den Festräumen des Rathauses Wien 1901 vom Gemeinderat für das Historische Museum der Stadt Wien erworben.

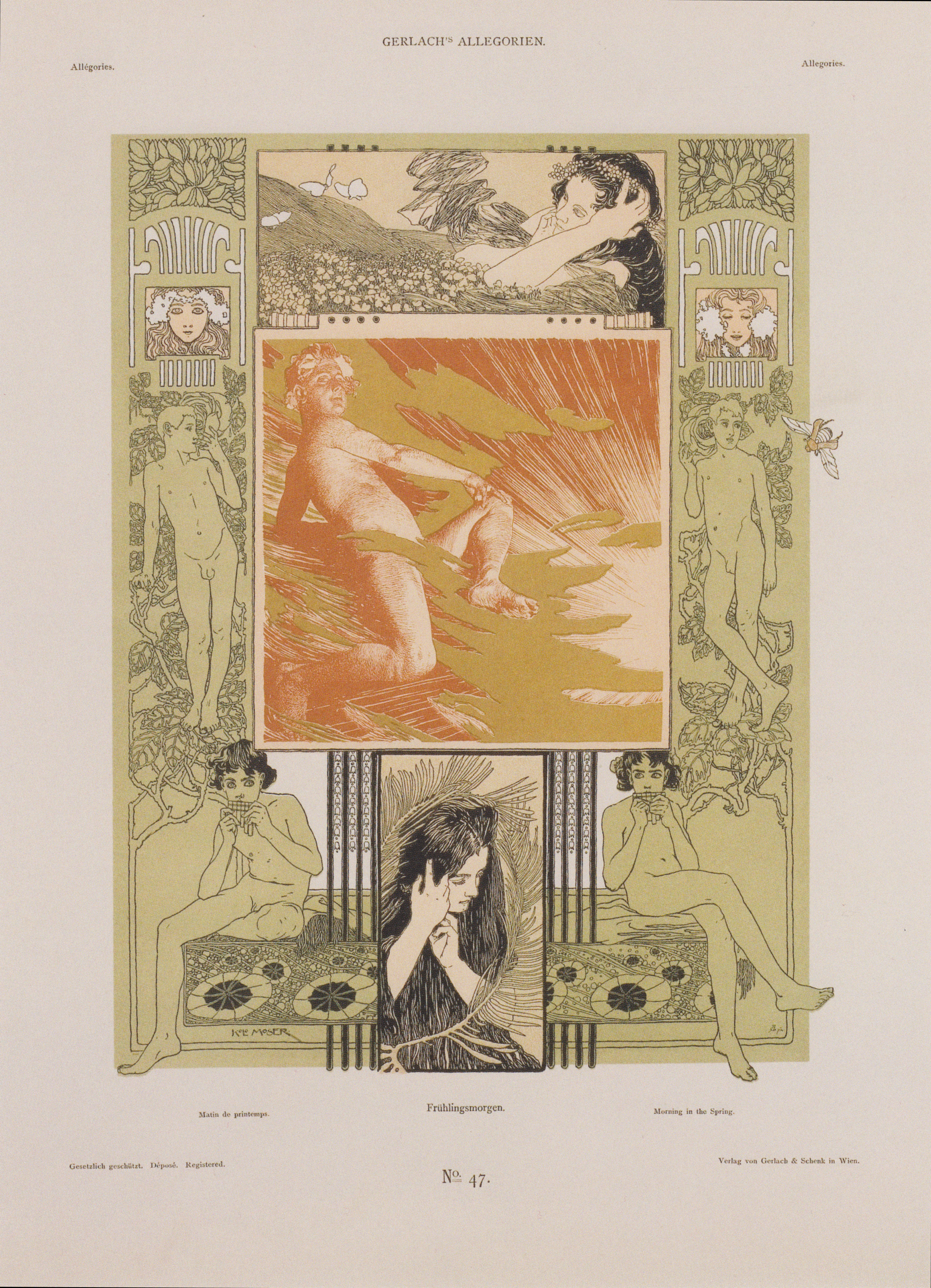
Koloman Moser: Tafel Nr. 47 „Frühlingsmorgen“

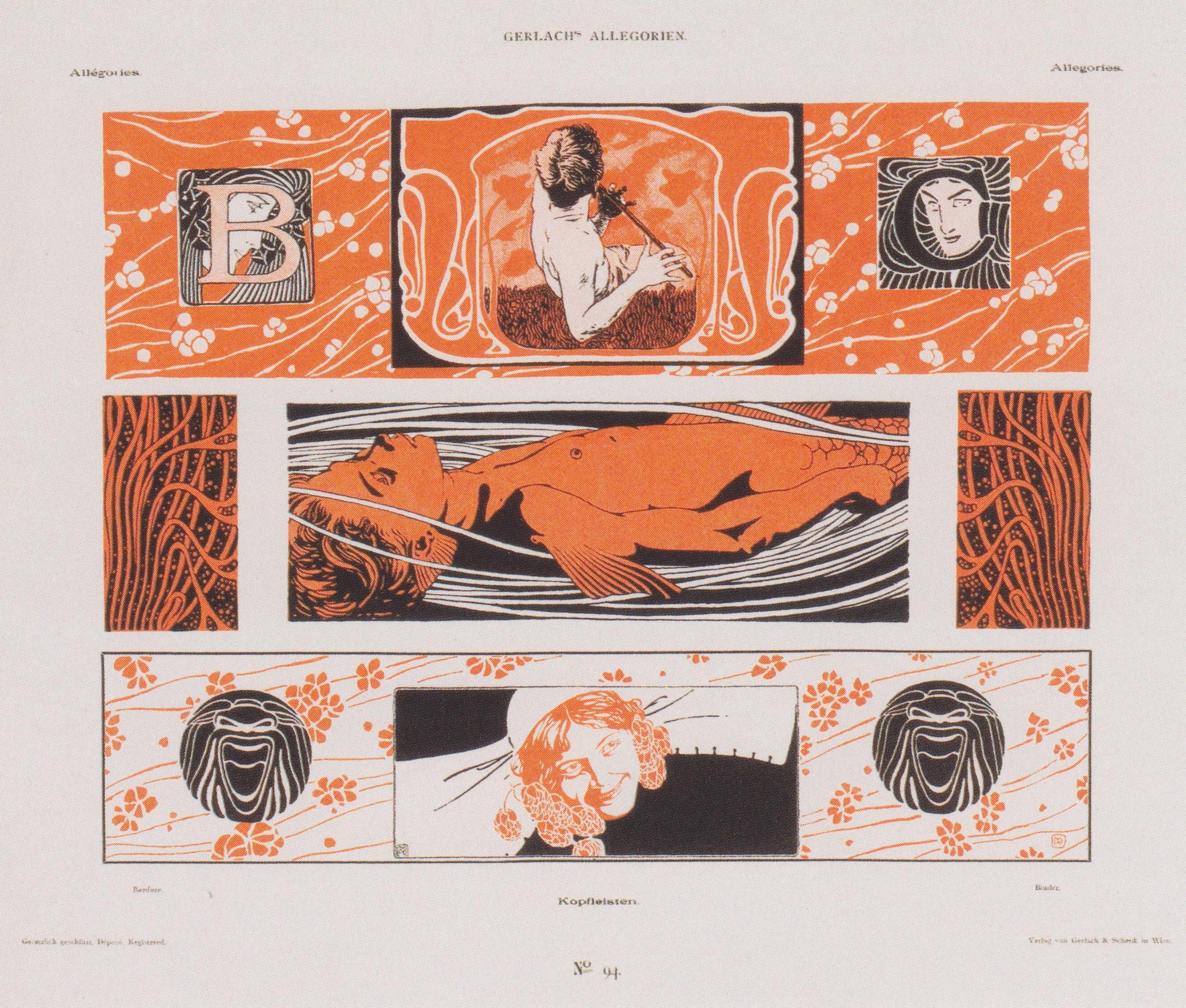
Koloman Moser: Tafel Nr. 94 „Kopfleisten“

Die Tafeln als Farblithographien im Format 35 × 44 cm datieren aus den Jahren 1896–1900:
1 Adolf Liebscher: Liebe, Musik, Wein.
2 Julius Diez: Musik.
3 Eduard Unger: Bauerntanz.
4 Ferdinand Schmutzer: Tanz. Liebe.
5 Sergius Josef Hruby: Musik.
6 Josef Arpád Koppay und H. Kaufmann: Wein.
7 Carl von Marr: Liebe.
8 Josef Arpád Koppay und Koloman Moser: Tanz.
9 Jan Preisler: Musik, Gesang. (dat. 1895)
10 Heinrich Lossow: Liebe, Musik, Wein.
11 Max Švabinský: Wein.
12 Max Švabinský: Weib. (dat. 1895)
13 Max Švabinský: Gesang.
14 Karel Vítězslav Mašek: Liebe.
15 Josef Arpád Koppay: Musik.
16 H. Kaufmann: Wein, Liebe, Gesang, Musik, Tanz.
17 Eduard Unger: Bauerntanz.
18 Alexander Rothaug und Eduard Unger: Bauerntanz und Musik.
19 Julius Diez: Musik. (dat. 1895)
20 Max Švabinský: Liebe.
21 Julius Diez: Wein. (dat. 1895)
22 Adolf Liebscher: Liebe.
23 Karel Špillar: Wein, Tanz.
24 Julius Diez: Musik, Tanz, Wein (dat. 1895)
25 Josef Arpád Koppay: Liebe.
26 L. Novak: Wein
27 Franz Stuck: Musik. Tanz.
28 Koloman Moser: Gesang, Liebe, Musik, Tanz.
29 G. Greiner, Heinrich Lefler: Wein, Liebe, Tanz.
30 Koloman Moser: Liebe. (dat. 1895)
31 F. Rinner: Liebe, Wein, Musik, Gesang.
32 Heinrich Lefler: Gesang, Musk, Tanz, Wein.
33 F. Rinner: Wein.
34 G. Greiner: Liebe, Musik.
35 Koloman Moser: Liebe und Wein.
36 Alexander Rothaug: Tanz, Musik, Liebe.
37 Koloman Moser: Musik.
38 Heinrich Lefler, Carl von Marr, Sergius Josef Hruby: Wein, Liebe, Musik, Gesang, Liebe.
39 Vitezlav Karl Masek: Liebe.
40 Alexander Rothaug: Musik, Wein, Tanz, Gesang, Liebe.
41 Karel Klusacek: Wein, Tanz.
42 Heinrich Lefler: Tanz.
43 J. Bacher: Musik.
44 Koloman Moser: Musik.
45 Heinrich Lefler: Musik.-Tanz.
46 Gustav Klimt: Liebe.
47 Koloman Moser: Frühlingsmorgen.
48 Emil Pirchan: Die Zeit.
49 Hermann Vogel: Sommer.
50 Jan Preisler: Herbst.
51 Koloman Moser: Sommer.
52 Wilhelm List: Der Durst.
53 Gustav Klimt: Juni-Monat.
54 Hermann Vogel: Winter.
55 Robert Engels: Frühling.
56 Georg Sturm: Frühling.
57 Sergius Josef Hruby: Musik.
58 Gustav Klimt: Sculptur.
59 Karel Špillar: Kunst, Musik.
60 Georg Sturm: Dekorative Kunst.
61 F. Rehm: Malerei, Sculptur.
62 Karel Špillar: Musik. Poesie. Malerei. (dat. 1898)
63 Carlos Grethe: Der Sturm.
64 Léo Schnug: Poesie, Prosa, Posse, Drama.
65 Ludwig Karl Strauch: Kunst, Musik, Gesang.
66 Gustav Klimt: Tragödie.
67 Josef Daschner: Malerei, Architektur, Sculptur.
68 Sergius Josef Hruby: Die graphischen Künste.
69 Léo Schnug: Kunst, Sport und Wissenschaft.
70 Carl Ederer: Komödie.
71 Julius Diez: Tragödie. (dat. 1899)
72 Berthold Löffler: Jurisprudenz. (dat. 1899)
73 Alfred Cossmann: Industrie.
74 Berthold Löffler: Sport und Wissenschaft. (dat. 1899)
75 Koloman Moser: Jagd, Fischerei, Ruder- und Radfahrsport.
76 Alfred Cossmann: Der Tod.
77 Léo Schnug: Vignetten.
78 Carl Otto Czeschka: Jagd. (dat. 1898)
79 Gottlieb Theodor v. Hartenkampf-Kempf: Arbeit, Zeit. (dat. 1897)
80 Julius Diez: Komödie. (dat. 1899)
81 Fritz Rehm: Lawn-Tennis, Rudersport, Ski.
82 Hans Schwaiger: Jagd.
83 Carl Otto Czeschka: Die Jahreszeiten. (dat. 1899)
84 William Wauer: Wassersport. (dat. 1897)
85 Carl Otto Czeschka: Jagd. (dat. 1899) 
86 Karl Ederer: Schießsport, Athletik, Rudersport.
87 Berthold Löffler: Wissenschaften.
88 Leopold Widlizka: Die Zeit.
89 Koloman Moser: Exlibris; Frühling.
90 Adolf Höfer: Tanz.
91 Ignatius Taschner: Wissenschaft.
92 Hans Meyer-Cassel: Jurisprudenz, Botanik, Physik, Anatomie, Astronomie.
93 Carl Otto Czeschka: Wissenschaft. (dat. 1898)
94 Koloman Moser: Kopfleisten.
95 Ignatius Taschner: Elektricität.
96 Carl Otto Czeschka: Astronomie, Schöpfung, Die Lüge. (um 1900)
97 Albert Weisgerber: Vignetten. (dat. 1899)
98 Carl Otto Czeschka: Poesie. (dat. 1900)
99 Leopold Widlizka: Elektricität.
100 Rudolf Jettmar: Akustik, Elektricität.
101 Gottlieb Theodor v. Hartenkampf-Kempf: Elektricität.
102 Hans Schwaiger: Astronomie.
103 Egon Josef Kossuth: Sport. (dat. 1900)
104 Alexander Rothaug: Dichtkunst, Frühling.
105 Josef Engelhart: Anatomie.
106 Carl Otto Czeschka: Tanz und Wein. (dat. 1897/1900) 
107 Albert Weisgerber: Vignetten. (dat. 1898) 
108 Robert Engels: Frühlingserwachen.
109 St. Bohusz (Stanisław Bohusz-Siestrzeńcewicz): Tanz.
110 Gottlieb Theodor v. Hartenkampf-Kempf: Elektricität.
111 Heinrich Lefler: Spielkarten.
112 Walter Georgi: Die Arbeit.
113 Ignatius Taschner: Der Tod und das Leben.
114 Carl Otto Czeschka: Vignetten.
115 Carlos Grethe: Tag und Nacht.
116 Konrad Petrides und Carl Otto Czeschka: Kraft, Durst, Liebe. (dat.1900)
117 Walter Püttner: Das Wasser.
118 Leopold Widlizka: Das Verhängnis. (dat. 1900)
119 Arpad Schmidhammer: Humoristische Vignetten.
120 Gino von Finetti: Ende. (dat 1900)

## Gerlach's Jugendbücherei
Martin Gerlach sen. initiierte „Gerlach's Jugendbücherei“, einen „Bücherschatz zur Literaturbildung und Kunsterziehung der Jugend“. Der 1921 gegründete „Deutsche Verlag für Jugend und Volk“ führte dieses Projekt weiter.

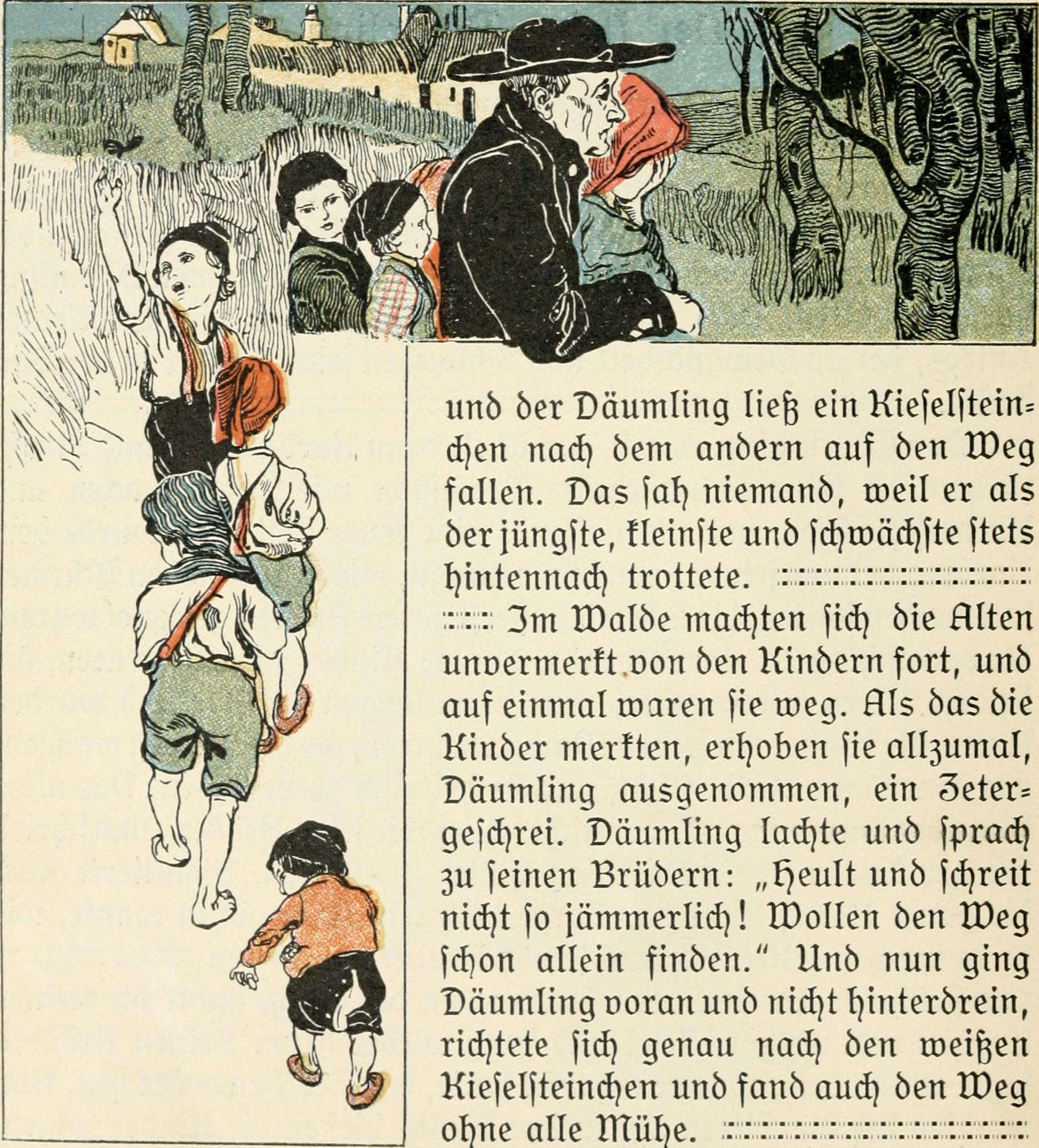
aus dem Band Nr. 2: "Märchensammlung" Text: L. Bechstein Bilder: C. Fahringer

Von 1901 bis 1924 erschienen 34 kleine Bände im Format 15 × 14 cm.
Für die Illustrationen und die Buchgestaltung zog Martin Gerlach namhafte Künstler heran. Der Band 22 „Die Nibelungen“ mit farbigen Bildern mit Golddruck von Carl Otto Czeschka gilt als das kostbarste Werk in dieser Sammlung. Deshalb gehört es zu den Sammlungen in deutschen und internationalen Museen.
Künstler für Illustrationen und Buchschmuck in "Gerlach's Jugendbücherei"
Carl Fahringer (1874 – 1952)-
Albert Weisgerber (1874 – 1960)-
Berthold Löffler (1874 – 1960)-
Paul Horst-Schulze (1876 – 1937)-
Ignaz Taschner (1871 – 1913)-
Otto Tauschek (1881 – 1971)-
Ferdinand Andri (1871 – 1956)-
Carl Otto Czeschka (1878 – 1960)-
Hugo Steiner-Prag (1880 – 1945) -
Rudolf Sieck (1877 – 1957)-
Otto Bauriedl (1879 – 1961) -
Hans Schwaiger (1854 – 1912) -
Josef J. Loukota (1879 – 1967)-
Franz Wacik (1883 – 1938)-
Ferdinand Staeger (1880 – 1976) -
Ernst Kutzer (1880 – 1965) -
Richard Daenert (? - ?) (Lehrer an der KGS Magdeburg und Werkschule Köln) -
Ernst Liebenauer (1884 – 1970) -
Siegmund von Suchodolski (1875 – 1935) -
Norbertine Bresslern-Roth (1891 – 1978)-
Die vollständige Sammlung enthält folgende 34 Bände (mit den Namen der Illustratoren)
1. – Brüder Grimm – Kinder- und Hausmärchen I. (Ignaz Taschner)
2. – Ludwig Bechstein – Märchensammlung (Carl Fahringer)
3. – Brüder Grimm – Kinder- und Hausmärchen II (Albert Weisgerber)
4. – Des Knaben Wunderhorn (Berthold Löffler)
5. – Brüder Grimm – Kinder- und Hausmärchen III (Carl Fahringer)
6. – Till Eulenspiegel (Albert Weisgerber)
7. – Josef Frhr. v. Eichendorff – Gedichte (Paul Horst-Schulze)
8. – Joh. W. v. Goethe – Reineke Fuchs (Carl Fahringer)
9. – Joh. W. v. Goethe – Reineke Fuchs (Carl Fahringer)
10. - Nikolaus Lenau – Gedichte (Hugo Steiner-Prag)
11. – J. K. A. Musäus – Die Nymphe des Brunnens (Ignaz Taschner) siehe: http://www.gutenberg.org
12. – Brüder Grimm – Kinder- und Jugendmärchen IV – (Otto Tauschek)
13. – August Kopisch – Ausgewählte Gedichte (Ferdinand Andri)
14. – Johann Peter Hebel – Erzählungen und Schwänke (Carl Otto Czeschka)
15. – H. Chr. Andersen – Märchen I (Hugo Steiner-Prag)
16. - Die Blume im Lied - Anthologie (Rudolf Sieck)
17. – Adalbert Stifter – Bergkristall (Otto Bauriedl)
18. - K. A. Musäus – Rübezahl (Hans Schwaiger und Josef J. Loukota)
19. – Münchhausens Abenteuer – (Franz Wacik)
20. – Clemens Brentano – Gockel, Hinkel und Gackeleia (Franz Wacik)
21. – Deutsche Gedichte mit Schattenbildern - Anthologie (Ferdinand Staeger)
22. – Die Nibelungen – wiedererzählt von Franz Keim (Carl Otto Czeschka)
23. – E. T. A. Hoffmann – Nussknacker und Mausekönig (Otto Bauriedl und Ernst Kutzer)
24. – Deutsche Wiegenlieder – Musikalische Anthologie (Richard Daenert)
25. – H. Chr. Andersen – Märchen II. (Franz Wacik)
26. – Die Schildbürger - Volksbuch (Ernst Liebenauer)
27. – Ludwig Uhland – Gedichte (Ferdinand Staeger)
28. – Wilhelm Hauff – Märchen (Carl Fahringer)
29. – Wilhelm Hauff – Märchen (Carl Fahringer)
30. – Brüder Grimm – Deutsche Sagen (Ernst Liebenauer)
31. – Deutsche Schwänke (Siegmund v. Suchodolsky)
32. – D. Defoe – Robinson Crusoe (Ernst Liebenauer)
33. – Chr. Schmid – Ostereier (Ferdinand Staeger)
34. – H. Chr. Andersen – Märchen III (Norbertine Roth)